# Baja España-Aragón

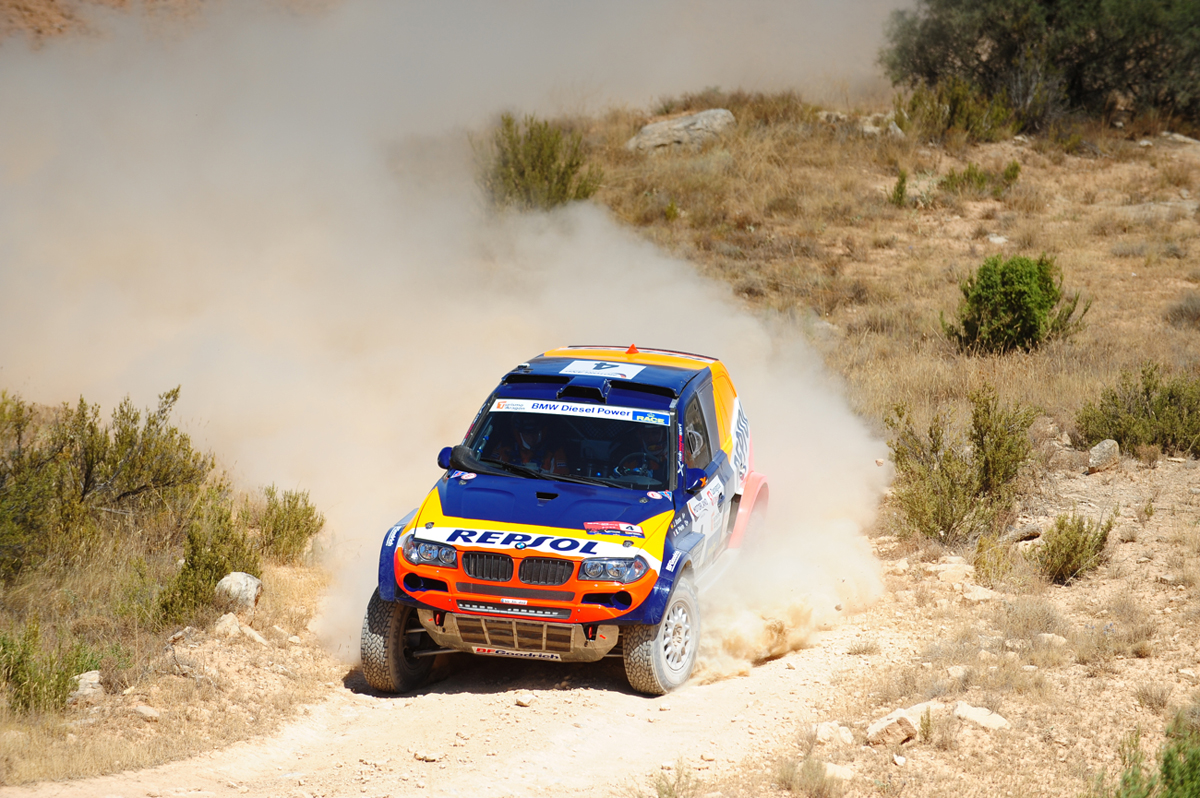
Nani Roma (qui al Baja España del 2009), vanta 6 vittorie: quattro con le moto e due con le auto

Il Baja España-Aragón è un rally raid che si svolge in Spagna dal 1983. È prova valida per la Coppa del mondo rally raid (auto).

## Albo d'oro

### Auto
Con quattro successi a testa, i francesi Pierre Lartigue e Jean-Louis Schlesser sono i piloti che si sono aggiudicati il maggior numero di edizioni del rally raid.
| Ed.    | Anno | Equipaggio                                    | Mezzo             |
| ------ | ---- | --------------------------------------------- | ----------------- |
| I      | 1983 | Jean-Jacques Ratet - Charier                  | Toyota            |
| II     | 1984 | Raoul Raymondis - Pastorello                  | Range Rover       |
| III    | 1985 | Pierre Lartigue - Bernard Giroux              | Lada Niva         |
| IV     | 1986 | Jean Da Silva - Rigal                         | Mitsubishi Pajero |
| V      | 1987 | Jean Da Silva - Rigal                         | Mitsubishi        |
| VI     | 1988 | Ari Vatanen - Bruno Berglund                  | Peugeot           |
| VII    | 1989 | Jacky Ickx - Tarin                            | Peugeot           |
| VIII   | 1990 | Ari Vatanen - Bruno Berglund                  | Citroën           |
| IX     | 1991 | Kenneth Eriksson - Parmander                  | Mitsubishi        |
| X      | 1993 | Pierre Lartigue - Michel Périn                | Citroën           |
| XI     | 1994 | Timo Salonen - Fred Gallagher                 | Citroën           |
| XII    | 1995 | Pierre Lartigue - Michel Périn                | Citroën           |
| XIII   | 1996 | Ari Vatanen - Gilles Picard                   | Citroën           |
| XIV    | 1997 | Pierre Lartigue - Michel Périn                | Citroën           |
| XV     | 1998 | Jean-Louis Schlesser - Jean-Dominique Comolli | Buggy Schlesser   |
| XVI    | 1999 | Josep Maria Servia - Thierry Delli Zotti      | Schlesser         |
| XVII   | 2000 | Jean-Louis Schlesser - Jean-Dominique Comolli | Schlesser         |
| XVIII  | 2001 | Jean-Louis Schlesser - Jean-Dominique Comolli | Schlesser         |
| XIX    | 2002 | Jean-Louis Schlesser - Jean-Dominique Comolli | Schlesser         |
| XX     | 2003 | Luc Alphand - Debron                          | BMW X5            |
| XXI    | 2004 | Carlos Sousa - Henri Magne                    | Mitsubishi        |
| XXII   | 2005 | Nani Roma - Henri Magne                       | Mitsubishi        |
| XXIII  | 2006 | Jozel Sykora - M. Sykora                      | Mitsubishi        |
| XXIV   | 2007 | Stéphane Peterhansel - Jean-Paul Cottret      | Mitsubishi        |
| XXV    | 2008 | Nasser Al-Attiyah - Tina Thörner              | BMW               |
| XXVI   | 2009 | Nani Roma - Michel Périn                      | BMW               |
| XXVII  | 2010 | Stéphane Peterhansel - Jean-Paul Cottret      | BMW               |
| XXVIII | 2011 | Filipe Campos - Baptista                      | BMW               |
| XXIX   | 2012 | Stéphane Peterhansel - Jean-Paul Cottret      | Mini All4 Racing  |

### Moto
| Ed.    | Anno | Pilota                         | Mezzo     |
| ------ | ---- | ------------------------------ | --------- |
| I      | 1983 | Poli / Audouard                | Yamaha    |
| II     | 1984 | Serge Bacou / Stearns          | Yamaha    |
| III    | 1985 | Chavanette / Morales           | KTM       |
| IV     | 1986 | Lacorix / Tehric               | Honda     |
| V      | 1987 | Carlos Mas / Gil               | Yamaha    |
| VI     | 1988 | Jordi Arcarons / Steuri        | KTM       |
| VII    | 1989 | Lopes / Lopes                  | Honda     |
| VIII   | 1990 | Vall / Trolli                  | KTM       |
| IX     | 1991 | Jordi Arcarons / Danny Laporte | Husqvarna |
| X      | 1993 | Steuri                         | KTM       |
| XI     | 1994 | Vall                           | KTM       |
| XII    | 1995 | Nani Roma                      | KTM       |
| XIII   | 1996 | Steuri                         | Honda     |
| XIV    | 1997 | Nani Roma                      | KTM       |
| XV     | 1998 | Isidre Esteve Pujol            | KTM       |
| XVI    | 1999 | Nani Roma                      | KTM       |
| XVII   | 2000 | Isidre Esteve Pujol            | KTM       |
| XVIII  | 2001 | Isidre Esteve Pujol            | KTM       |
| XIX    | 2002 | Nani Roma                      | KTM       |
| XX     | 2003 | Isidre Esteve Pujol            | KTM       |
| XXI    | 2004 | Marc Coma                      | KTM       |
| XXII   | 2005 | Isidre Esteve Pujol            | KTM       |
| XXIII  | 2006 | Isidre Esteve Pujol            | KTM       |
| XXIV   | 2007 | Gerard Farrés                  | KTM       |
| XXV    | 2008 | Marc Coma                      | KTM       |
| XXVI   | 2009 | Gerard Farrés                  | KTM       |
| XXVII  | 2010 | Marc Guasch                    | Yamaha    |
| XXVIII | 2011 | Gerard Farrés                  | KTM       |
| XXIX   | 2011 | Joan Barreda                   | Husqvarna |

### Camion
| Anno | Equipaggio                                   | Mezzo         |
| ---- | -------------------------------------------- | ------------- |
| 2005 | Selga-Torra                                  | Iveco         |
| 2006 | Oliveras-Campa-Capsada                       | Mercedes      |
| 2007 | Oliveras-Capsada-Matons                      | Mercedes      |
| 2008 | Marco Dono-Bettiga-Acerboni                  | Iveco         |
| 2009 | Macik-Kalina-Macik                           | Liaz          |
| 2010 | non disputato                                | non disputato |
| 2011 | Josep Vila-Tornabell-Van Eerd                | Iveco         |
| 2012 | Joseph Adua-Ferran Marco Alcayna-Marc Torres | Iveco         |

### Quad
| Anno | Pilota              | Mezzo         |
| ---- | ------------------- | ------------- |
| 2004 | Víctor Santos       | Suzuki        |
| 2005 | Pascal Estebe       | Gas Gas       |
| 2006 | Francisco Palacín   | Honda         |
| 2007 | Paulino A. Ferreira | Suzuki        |
| 2008 | José María Peña     | Yamaha        |
| 2009 | Óscar Romero        | Polaris       |
| 2010 | Óscar Romero        | Polaris       |
| 2011 | Óscar Romero        | KTM           |
| 2012 | non disputato       | non disputato |